# Isabel Alfonso de Molina
Isabel Alfonso de Molina (c.1275-1292). Fue hija de Alfonso Fernández el Niño y de Blanca Alfonso de Molina, señora de Molina y Mesa.
Fue nieta del rey Alfonso X de Castilla.

## Orígenes familiares
Por parte paterna era nieta del rey Alfonso X y de la dama Elvira Rodríguez de Villada, mientras que por parte materna sus abuelos fueron el infante Alfonso de Molina, hijo a su vez del rey Alfonso IX de León, y Mafalda González de Lara, señora de Molina y Mesa.
Sólo tuvo una hermana, Mafalda Alfonso de Molina, que falleció en la infancia y fue sepultada junto a su madre en el monasterio de San Francisco de Molina de Aragón.

## Biografía

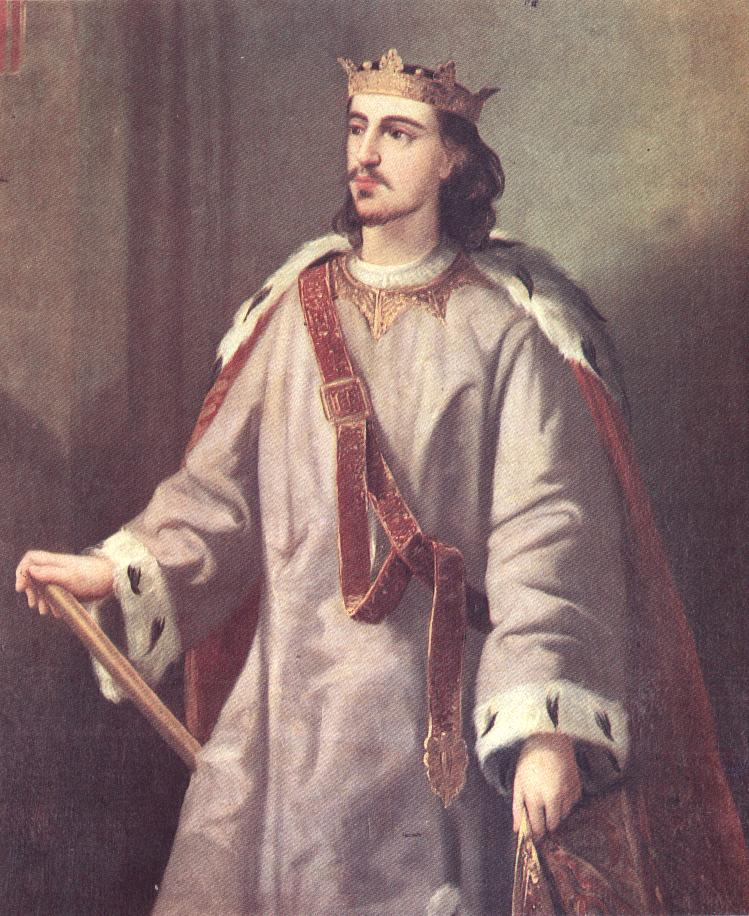
Retrato imaginario de Alfonso III de Aragón, de Manuel Aguirre y Monsalbe. Ca. 1851-1854. (Diputación Provincial de Zaragoza).

Se desconoce su fecha exacta de nacimiento, aunque según el genealogista e historiador Jaime de Salazar y Acha debió nacer hacia el año 1275. Su padre, Alfonso Fernández el Niño, era hijo ilegítimo de Alfonso X y falleció en 1281, según consta en los Anales toledanos III, tras haber pasado la mayor parte de su vida en Andalucía, y tras desempeñar el cargo de tenente del Alcázar de Sevilla, y, al estar vacante en esos años el cargo de adelantado mayor de la frontera de Andalucía, ejerció parte de las funciones de dicho cargo, aunque nunca aparece mencionado en los documentos y privilegios de la época con ese título. Y a la muerte de su padre, su madre pasó a ser la única señora efectiva de Molina, como señalan algunos autores.
En 1286, su madre pretendió casar a Isabel Alfonso de Molina con el rey Alfonso III de Aragón, aunque el matrimonio no llegó a celebrarse. Y a finales de 1286 su madre se dirigió a Valladolid, donde se encontraba su cuñado, Sancho IV, quien, según consta en el capítulo III de la Crónica de Sancho IV, la recibió muy bien, pero, cuando fue informado de que ella pretendía casar a su hija con el rey de Aragón, ordenó que fuera encerrada en el Alcázar de Segovia hasta que su hija Isabel se encontrase en su poder y él dispusiera sobre su casamiento, ya que consideraba un peligro que el señorío de Molina, que había pertenecido siempre a Castilla y había sido gobernado por la casa de Lara o por miembros de la familia real castellana, pasara a manos de los aragoneses.
Y algunos autores manifiestan que, desde que Alfonso III de Aragón planeó casarse con Isabel Alfonso de Molina, que era la heredera del señorío de Molina, Sancho IV aprovechó las circunstancias para intentar apoderarse del mismo, ya que estaba casado con la reina María de Molina, que al ser hermanastra de Blanca Alfonso de Molina era una heredera potencial del señorío y, además, el monarca castellano estaba irritado contra su cuñada por el apoyo que ésta había prestado a su primo, Juan Núñez I de Lara, quien había realizado varias incursiones en tierras de Sigüenza.
Y, según consta en el mismo capítulo de la Crónica de Sancho IV, mientras el rey se encontraba en Toledo, fue informado de que Blanca Alfonso de Molina, que continuaba prisionera en el Alcázar de Segovia, había acatado sus órdenes con respecto al casamiento de su hija y estaba dispuesta a obedecerle y, a continuación, el rey se dirigió a Segovia, donde ella se encontraba, y allí ambos acordaron que Isabel Alfonso de Molina sería llevada a la Corte para que permaneciese junto a su tía, la reina María de Molina, y que debería casarse con quien el rey dispusiera. Posteriormente, Sancho IV y Blanca Alfonso de Molina se dirigieron a Sigüenza, y allí se reunió con ellos Isabel Alfonso de Molina, que se encontraba en Molina de Aragón, y la Crónica de Sancho IV señala que:

Y defque tuvo a efta Doña Isabel en cafa de la Reyna hizo mucho bien, y mucha honra a efta Doña Blanca fu madre, y embiòla para Molina.

En el capítulo VII de la misma Crónica consta que, hallándose enemistados Sancho IV y Juan Núñez I de Lara, la reina intervino en las negociaciones entre ambos y acordaron que Juan Núñez II de Lara, hijo de Juan Núñez I de Lara, se casaría con Isabel Alfonso de Molina, y que el rey debería entregar al señor de Lara varios castillos como rehenes para garantizar la paz entre ambos, y que en dichos castillos deberían permanecer vasallos del rey que habrían de rendir homenaje al señor de Lara.

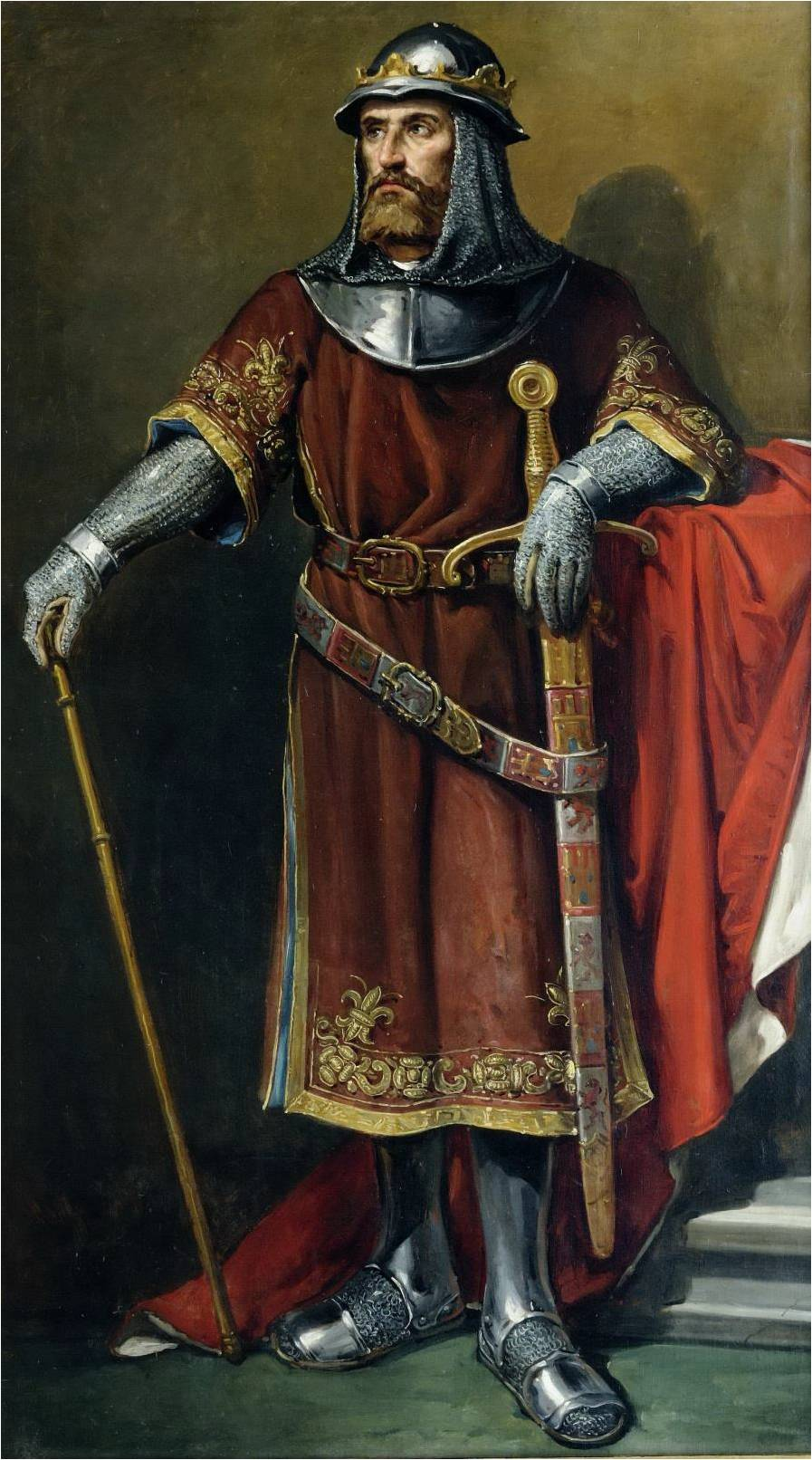
Retrato imaginario del rey Sancho IV de Castilla. José María Rodríguez de Losada. (Ayuntamiento de León).

Y además acordaron que hasta que los castillos estuvieran en poder del señor de Lara, el rey debería entregarle como rehenes a varios ricoshombres y caballeros del reino que deberían residir en el municipio conquense de Moya, que pertenecía a dicho magnate, quien solicitó que los rehenes fueran Alfonso Téllez de Molina, hermano de la reina María de Molina y tío de Isabel Alfonso de Molina, Juan Fernández Cabellos de Oro, nieto del rey Alfonso IX de León, Esteban Pérez Florián, Alfonso López de Saavedra, Juan Rodríguez de Rojas, Alonso Rodríguez, y otros caballeros, que permanecieron en Moya en poder del señor de Lara hasta que el rey le entregó los castillos de Castrojeriz, San Esteban de Gormaz y Trastámara. Y cuando dichos castillos fueron entregados a los alcaides que el señor de Lara estimó oportuno, este último liberó a los rehenes que le había entregado el rey, fue al encuentro del monarca, y posteriormente ambos se dirigieron a Toledo.
Hacia 1289, según Mercedes Gaibrois Riaño de Ballesteros, el rey Jaime de Sicilia, hermano de Alfonso III de Aragón, proyectó casarse con Isabel Alfonso, pero el rey Sancho IV de Castilla, dándose cuenta de la intención de que el señorío de Molina quedase en poder del reino de Aragón, «rehuyó el peligro» y rechazó el acuerdo. En 1290 o 1291, según algunos autores, Juan Núñez II de Lara, que llegaría a ser señor de Lara y Albarracín, mayordomo mayor del rey Fernando IV de Castilla y adelantado mayor de la frontera de Andalucía, contrajo matrimonio con Isabel Alfonso de Molina, y comenzó a titularse señor de Molina, y se acordó que los cónyuges heredarían los señoríos de Molina y Albarracín.
No obstante, Isabel Alfonso de Molina falleció el 5 de diciembre de 1292 sin haber dejado descendencia, y a su muerte su madre volvió a ejercer el dominio efectivo sobre el señorío de Molina. Y en el capítulo IX de la Crónica de Sancho IV consta que cuando éste se dirigía a Tarazona para entrevistarse con el rey Jaime II de Aragón, fue informado de que Isabel Alfonso de Molina había fallecido sin dejar herederos y que, por tanto, la madre de esta última quedaba en análoga situación.

## Sepultura
Isabel Alfonso de Molina fue sepultada en el monasterio de las Huelgas de Burgos, junto a otros miembros de la realeza castellana. Y el sepulcro que cobija sus restos mortales se encuentra en la nave de San Juan o de la Epístola de la iglesia del monasterio, y la caja de piedra fue renovada en 1908, por encontrarse rota. Durante la exploración de los sepulcros del monasterio en la década de 1940, se comprobó que la momia «era delgadita» y se encontraba en buen estado de conservación, y en el sepulcro se encontraron numerosos restos de tejidos.